# Karl Kurt Klein
Karl Kurt Klein (n. 6 mai 1897, Ferihaza, în prezent Albeștii Bistriței, județul Bistrița-Năsăud - d. 18 ianuarie 1971, Innsbruck) a fost un teolog, filozof și scriitor german din România. A fost director al Bibliotecii Centrale Universitare din Iași.

## Biografie
Karl Kurt Klein a absolvit Liceul Brukenthal din Sibiu, luându-și bacalaureatul în 1915. A urmat cursurile universităților din Debrecen, Marburg an der Lahn și Cluj, obținând licența în filologie modernă în anul 1920 la Universitatea din Cluj. Licențiat în teologie în 1923 la Consiliul regnicolar protestant din Sibiu, Klein a fost promovat în anul 1921 doctor în filosofie la Universitatea din Cluj. 
La 1 noiembrie 1923 a devenit asistent al profesorului Traian Bratu la catedra de germană a Universității din Iași, unde a devenit docent în 23 iunie 1926. Concomitent, din 1923 până în 1927, a fost pastor al comunității lutherane din Iași. Colaborarea dintre profesorul Bratu și Klein a atras critici din tabăra legionară la adresa lui Bratu.
La 19 aprilie 1932 Klein a obținut funcția de profesor extraordinar la Iași, după ce între 1928-1929 fusese profesor suplinitor la Facultatea de Filosofie din Marburg, fiind și la conducerea institutului universitar Für Grenz- und Auslanddeutschtum la aceeași universitate. A fost membru titular al Academiei Germane din München, secția istorie, și membru în comitetul de conducere a societății științifice Verein für Siebenbürgische Landeskunde, Sibiu.
La 16 mai 1932 a fost ales ca director al Bibliotecii Centrale Universitare din Iași, funcție pe care a luat-o în primire efectiv la 10 iunie 1932. Biblioteca era dezorganizată și înglodată în datorii. Pentru a adopta cel mai bun plan de restructurare și organizare, în toamna anului 1932 Klein a călătorit, cu mijloace proprii, în Germania, spre a vizita Biblioteca de Stat din Bavaria și pe cea din Berlin, precum și Biblioteca Universității și Biblioteca Institutului pentru Economie Mondială din Kiel. Sub conducerea sa Biblioteca Universitară din Iași a fost complet restructurată, organizarea sa fiind în uz și astăzi.
O lege dată la 11 noiembrie 1937 interzicea salariaților universităților să ocupe concomitent două posturi. Ca urmare, Karl Kurt Klein a fost obligat să demisioneze din funcția de director al bibliotecii, iar din 1 decembrie 1937 a ocupat doar postul de conferențiar la Facultatea de Filosofie a Universității din Iași.
Începând cu anul 1939 a fost profesor titular al catedrei de limba și literatura germană din Cluj, ca succesor al profesorului Gustav Kisch.
În timpul celui de-al Doilea Război Mondial a trebuit să părăsească Universitatea din Iași și și-a continuat cariera științifică la Universitatea din Innsbruck, unde a fost numit profesor în 1956. Aici a înființat biblioteca Institutului de Germanistică.

## Scrieri
- Beiträge zur Geschichte des Protestantismus in der Moldau [Contribuții la istoria protestantismului în Moldova], București, 1924;
- Geschichte der Jassyer deutsch-evangelischen Gemeinde [Istoria comunității germane evanghelice din Iași], Hermannstadt, 1924;
- Adolf Meschendörfers Drama..., Hermannstadt, 1924;
- Die deutsche Dichtung Siebenbürgens im Ausgange des 19. u. 20. Jhd, Verlag Gustav Fischer, Jena, 1925;
- Urkunden zur Geschichte evangelisch deutscher Diasporagemeinden im 19. Jahrhundert, Krafft & Drotleff, Hermannstadt, 1927;
- Beziehungen Martin Opitzens zum Rumänentum, 1927;
- Rumänisch-Deutsche Literaturbeziehungen, Heidelberg, 1929;
- Splitter zur Geschichte der Herkunftsforschung..., Iași, 1931;
- Un germanist român - profesorul Traian Bratu, în: Revista Germaniștilor Români, anul VI, nr. 2/1937;
- Limba germană pentru clasa a V-a secundară și Limba germană pentru clasa a VI-a secundară (în colaborare cu profesorul Traian Bratu), Cartea Românească, București 1935;
- Jus ossibus inhaeret. Zur Frage des Personal- und Territorialrechts im mittelalterlichen Ungarn, dargelegt am Beispiel der deutschen Vergangenheit der Stadt Klausenburg, în: Ostdeutsche Wissenschaft 9 (1962), pag. 102-130;
- Ambrosius von Mailand und der Gotenbischof Wulfila, în: Südostforschungen 22 (1963), pp. 14 și urm.;
- Geysanum und Andreanum. Fragmentarische Betrachtungen zur Frühgeschichte der Deutschen in Siebenbürgen, în: Zur Rechts- und Siedlungsgeschichte der Siebenbürger Sachsen, Köln-Wien 1971, pag. 54-62.